# 新霉素

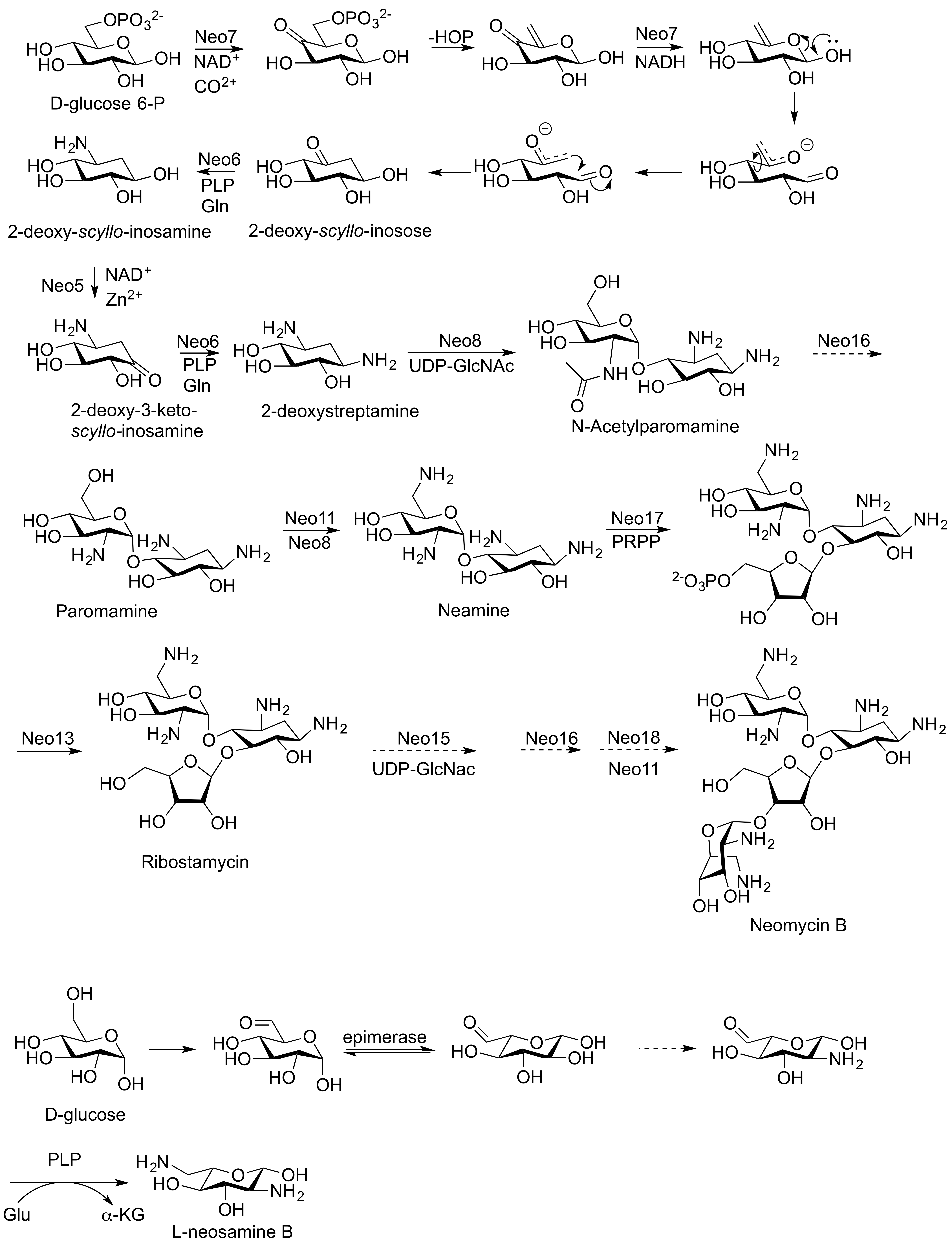
新霉素B

新霉素（neomycin）是一种氨基糖苷类抗生素，1949年微生物学家賽爾曼·A·瓦克斯曼和他的学生Hubert Lechevalier在弗氏链霉菌（Streptomyces fradiae）中分离获得。

## 应用
新霉素大多用于局部给药，如乳膏、搽剂、眼药水等。偶尔也口服，但一般常与其他抗生素联用，但新霉素在胃肠道内不被吸收。因为有较强的肾脏毒性和耳毒性，新霉素不注射给药。新霉素也用于细胞培养。

### 藥用商標
炎妥淨軟膏（Yentuogin Ointment），其混合Bacitracin、Polymyxin B、及Neomycin等藥物製成。

## 抗菌谱
抗菌谱与其它氨基糖苷类抗生素类似。新霉素对革兰氏阴性菌作用很强，对革兰氏阳性菌也有一定作用。新霉素对人类毒性较高。